# Матеусс, Константин
}}
Константин Матеусс (латыш. Konstantīns Mateuss, в русской историографии Константин Петрович Матеус; 24 апреля 1895, Псков — 20 июня 1941, Рига) — офицер латышских стрелков, полковник латвийской армии. Начальник Латвийской военной школы (1939—1940).

## Биография
Родился 24 апреля 1895 во Пскове. В 1914 году окончил Ярославскую гидротехническую школу. С началом Первой мировой войны вступил в русскую императорскую армию. В 1916 году окончил Алексеевское военное училище. Служил в 1-м Даугавгривском латышском стрелковом полку, участвовал в Митавской операции и в боях у Олайне.
С началом Октябрьской революции 1917 года покинул полк по состоянию здоровья. 25 ноября 1918 года с началом борьбы за независимость Латвии вступил в латвийскую армию. Был награждён орденом Лачплесиса. В августе 1919 направлен в Резекненский 9-й пехотный полк, где участвовал в боях против армии Бермонда в Пардаугаве и в Юрмале. Был назначен комендантом Елгавы, позже командиром Даугавгривского учебного батальона. В 1920 году направлен в Латгальский партизанский полк, участвовал в освобождении Латгалии. В 1924 году повышен до полковника-лейтенанта. В 1925 году был назначен командиром батальона 3-го Елгавского пехотного полка, затем начальник хозяйственной части. 1 октября 1936 года повышен до полковника.
1 сентября 1936 года назначен начальником Латвийской военной школы. После присоединение Латвии к СССР оставался на своём посту до декабря 1940 года. 21 января 1941 года арестован. 20 июня 1941 года расстрелян.